# Evan Mervyn Davies, Baron Davies of Abersoch

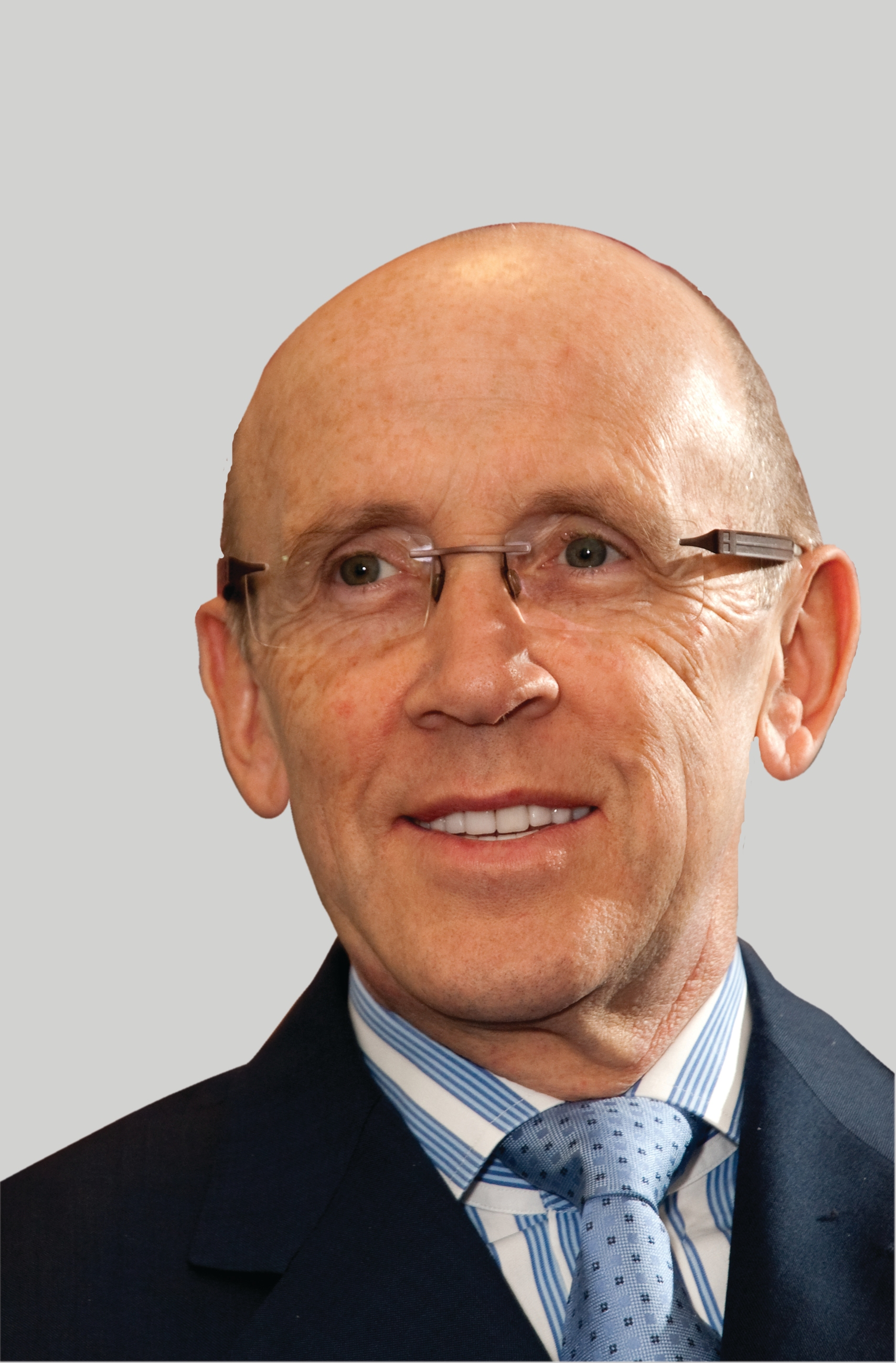
Lord Davies of Abersoch

Evan Mervyn Davies, Baron Davies of Abersoch, CBE (* 21. November 1952) ist ein britischer Politiker, Bankmanager und Life Peer.

## Karriere
Davies studierte Management Development an der Harvard Business School und ist Mitglied des Institute of Bankers.
Von 2001 bis 2006 war er CEO und von 2006 bis 2009 Aufsichtsratsvorsitzender der Standard Chartered Bank.
Er ist stellvertretender Aufsichtsratsvorsitzender und Partner beim US-Private-Equity-Investor Corsair Capital und Aufsichtsratsmitglied bei der Vermögensverwaltung PineBridge. Er ist Senior Independent Director bei Diageo und Verwaltungsratsvorsitzender bei der Investmentbank Moelis and Co.

## Ämter und Auszeichnungen
Davies ist Vorsitzender des Konzils der Bangor University. Er ist des Weiteren Treuhänder der Royal Academy of Arts und Friedensrichter in Hong Kong.
Davies wurde im Juni 2002 für seinen Einsatz im Finanzwesen als Commander in den Order of the British Empire aufgenommen. Am 2. Februar 2009 wurde er als Baron Davies of Abersoch, of Abersoch in the County of Gwynedd, zum Life Peer ernannt und erhielt dadurch einen Sitz im House of Lords. Obwohl selbst parteilos (non-affiliated), erhielt er im Februar 2009 unter dem Labour-Kabinett Brown das Amt eines Staatssekretärs (Minister of State). Als solcher war er bis zum Regierungswechsel im Mai 2010 unter anderem zuständig für UK Trade and Investment (das Wirtschaftsförderungsinstitut der britischen Regierung), das Department for Business, Innovation and Skills und das Foreign and Commonwealth Office.
Davies ist verheiratet und hat zwei Kinder. Er spricht fließend walisisch.